# Jan Józef od Krzyża
Jan Józef od Krzyża (właśc. Karol Gaetano, Carlo Gaetano Calosirto; ur. 15 sierpnia 1654 we wsi Ponte, zm. 5 marca 1734 w Neapolu) – święty katolicki, włoski franciszkanin, asceta.

## Życiorys

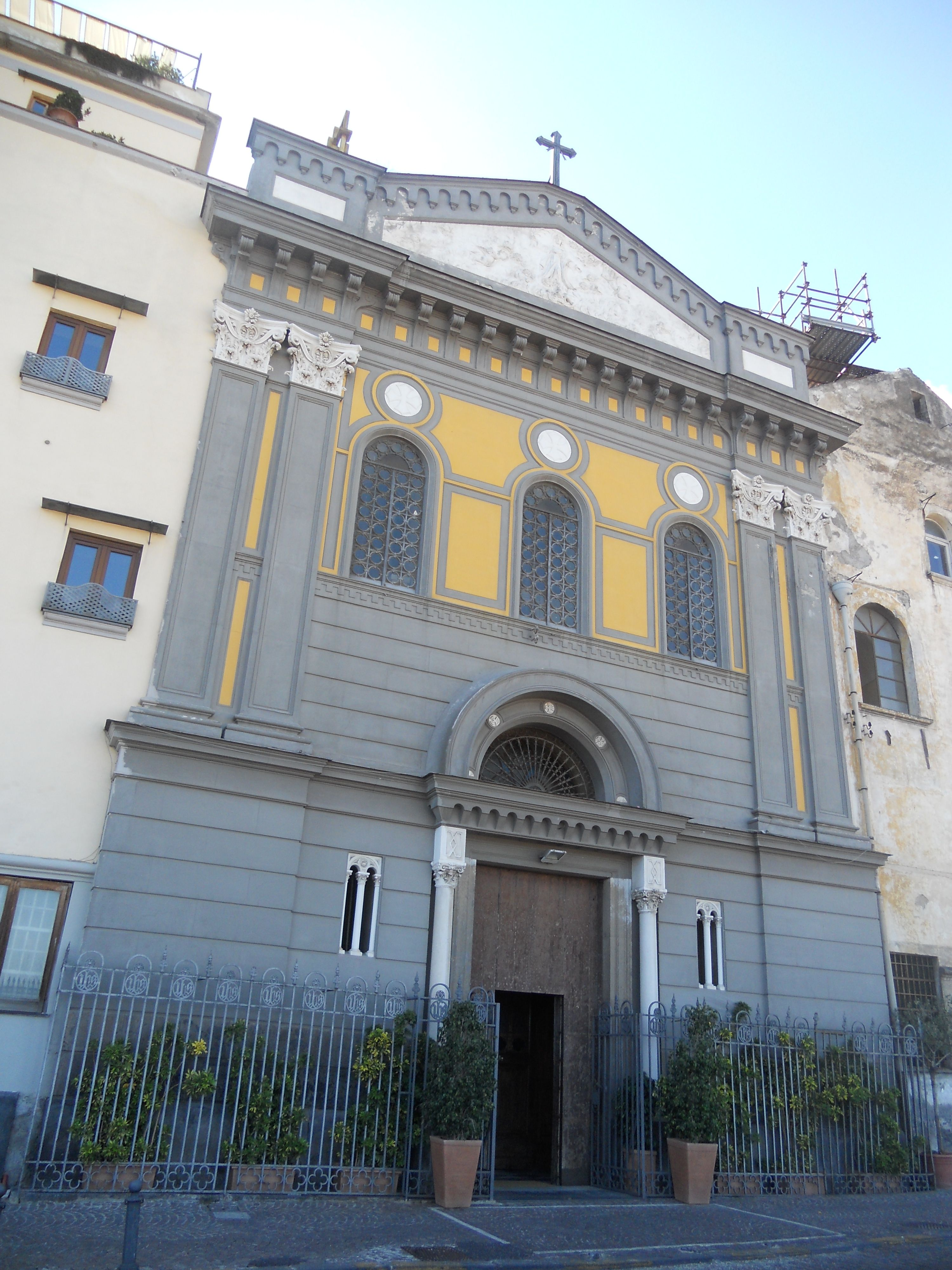
Klasztor Santa Lucia al Monte (Naples)

Pochodził ze szlacheckiej rodziny Gaetano i był trzecim synem Giuseppe (Józefa) i Laury Gargiulo. W 1669 roku wstąpił do zakonu alkantarzystów (franciszkanie bosi zreformowani przez św. Piotra z Alkantary). Ascetyczny tryb życia Jana Józefa od Krzyża (takie imię przyjął) znalazł uznanie u przełożonych, którzy po trzech latach zlecili mu misję założenia klasztoru. Po złożeniu ślubów zakonnych z grupą braci udał się do sanktuarium Matki Bożej Nieustającej Pomocy w Piedmoncie. Tam pracował nad budową, a następnie został gwardianem powstałego klasztoru zwanego „Samotnią”, w którym obowiązywała ustanowiona przez niego reguła. Jego wiedza z zakresu teologii moralnej umożliwiła mu uzyskanie zwolnienia z posłuszeństwa zakonnego. Działania Jana Józefa od Krzyża miały aprobatę Stolicy Apostolskiej. W tym samym czasie prowadził nowicjat w Neapolu i pomagał w budowie klasztoru Granatello w Portici. Po rozdzieleniu się (na początku XVIII wieku) hiszpańskiej grupy zakonników pozostawał prowincjałem generalnym włoskiej prowincji. Dekretem papieskim z 22 czerwca 1722 obie prowincje zostały ponownie połączone, co przypisywane jest jego postawie. Zmarł w klasztorze Santa Lucia al Monte, gdzie znajduje się jego grób.

## Kult
Przypisuje mu się umiejętność czynienia cudów i miał też ponoć dar prorokowania. Przywrócił dyscyplinę w klasztorach prowincji Neapol.
Każdego roku od pierwszej niedzieli września w Ischii odbywają się czterodniowe obchody patrona, połączone z procesją z relikwiami świętego wzdłuż portowych nabrzeży.
Wspomnienie liturgiczne w Kościele katolickim obchodzone jest 5 marca.